# Francisco de Aguirre Cortés Monroy
Francisco de Aguirre Cortés Monroy (n. La Serena, c. 1630 - Ibídem; 3 de noviembre de 1695) fue corregidor de La Serena en el año 1685, y regidor del Cabildo de La Serena en los años 1689 y 1693. Se desconoce su fecha exacta de nacimiento debido a la destrucción de las actas de bautizo en 1680.
También fue conocido como 
Francisco de Aguirre y Rivero,
Francisco de Aguirre y Riveros o
Francisco de Aguirre y Rivero Cortés-Monroy.

## Biografía
Sus padres fueron Fernando de Aguirre y Riveros y Catalina Cortés Monroy y Tobar (o Catalina Cortés Monroy Pliego), era descendiente de Francisco de Aguirre por parte de su padre y de Pedro Cortes de Monroy por la línea de su madre.
Francisco de Aguirre Cortés-Monroy fue dueño de casas principales en La Serena, de las estancias Samo Bajo, Totoral y Rivadavia; tuvo destacada actuación en la defensa de La Serena al ser atacada por el bucanero Edward Davis en 1686; sin embargo seis años antes no pudo defender la ciudad de La Serena ante el ataque del pirata y corsario Bartolomé Sharp por encontrarse en Santiago.
Se casó en primeras nupcias con Catalina Gómez de Silva y de la Torre, hija de Miguel Gómez de Silva y Morales. A la muerte de Catalina en 1676 se casa en Santiago el 2 de marzo de 1683 con Micaela (o Catalina) Lisperguer y Andía (o Lisperguer Irarrázaval), sus hijos fueron Isabel Aguirre Lisperguer y José Ignacio Aguirre Lisperguer.

## Ataques piratas en La Serena en 1686 descritos por Francisco de Aguirre Cortés
- Ataque del pirata Davis (Relato de un testigo presencial) - Carta enviada por Francisco de Aguirre y Rivero al Gobernador José de Garro en 1686 en Wikisource
- Desembarco del pirata William Knight en Tongoy, relato de Francisco de Aguirre y Rivero (1686) en Wikisource

- Datos: Q17137515
- Textos: Autor:Francisco de Aguirre Cortés Monroy